# Comarcas de Vizcaya

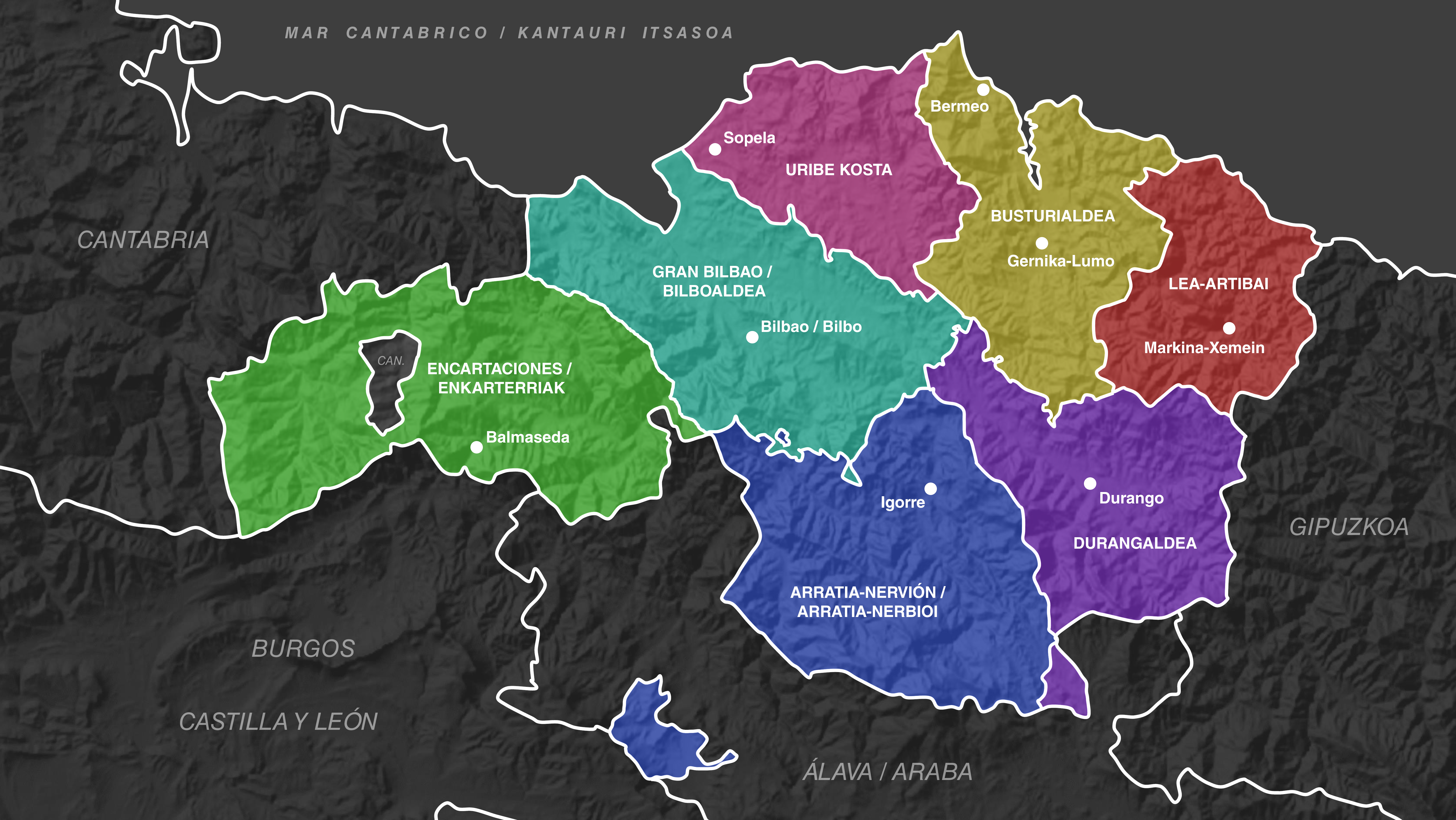
Las siete comarcas de Vizcaya.

Sin constituir una división administrativa oficial, el territorio histórico de Vizcaya (País Vasco) España se ha venido considerando dividido en siete comarcas oficiosas y/o populares, constituidas por los cuatro valles del Bajo Nervión y Asúa, Butrón, Oca e Ibaizábal, las Encartaciones en el extremo occidental de la provincia, las cuencas de los ríos Lea y Artibai, y el restante conjunto de tierras en la vecindad de Álava.
- Gran Bilbao: comprende la conurbación creada en torno a la capital, la villa de Bilbao. La componen, junto a Bilbao, la Margen Izquierda, la Margen Derecha, la Zona Minera, el Valle de Asúa (Txorierri) y el Alto Nervión. Aquí vive la mayor parte de la población de Vizcaya y casi la mitad de la del País Vasco. Oficialmente solo está considerada como «ámbito territorial», considerando como comarcas a Bilbao, Margen Izquierda (Margen Izquierda, Zona Minera y Alto Nervión) y Margen Derecha (Margen Derecha y Valle de Asúa).

- Duranguesado: correspondiente a la cuenca alta del río Ibaizábal en torno a Durango. Otras poblaciones importantes son Amorebieta-Echano y Ermua.

- Lea-Artibay: comprende las cuencas de los ríos Lea y Artibay. Situada cerca de la costa, sus poblaciones más importantes son Marquina-Jeméin, Ondárroa y Lequeitio.

- Busturialdea - Urdaibai: comprende la cuenca del río Oca y su estuario, la ría de Mundaca. Las localidades más importantes son Bermeo y Guernica y Luno.

- Uribe: comprende el valle del Butrón.

- Las Encartaciones: comarca más occidental, que limita con Cantabria, Burgos y Álava. Las localidades más importantes son Valmaseda y Zalla.

- Arratia-Nervión: comprende el valle de Arratia, la cuenca media del Nervión y el enclave de Orduña en territorio alavés.

En el Atlas histórico geográfico del País Vasco, prescindiendo de los límites territoriales de los territorios históricos y atendiendo a las áreas de influencia de las cabeceras comarcales se propone un mapa comarcal ligeramente distinto. Como puede apreciarse, el Duranguesado pierde los municipios de Ermua y Mallavia, que se incluyen ahora en la comarca del Bajo Deva. Por otro lado, en el extremo suroriental los municipios de Ochandiano y Ubide se incluyen ahora en la comarca de las Estribaciones del Gorbea, coincidente con la Cuadrilla de Zuya. De igual manera se agrupan en torno a la Cuadrilla de Ayala los municipios de Orozco, Arrancudiaga, Aracaldo, Miravalles y Orduña.

## Áreas funcionales
Prescindiendo igualmente de los límites provinciales el País Vasco se encuentra dividido en las Directrices de Ordenación del Territorio que entraron en vigor el 12 de febrero de 1997 en las llamadas Areas Funcionales:
1. Valmaseda-Sodupe-Zalla.
2. Beasáin-Zumárraga.
3. Bilbao Metropolitano.
4. San Sebastián.
5. Durango.
6. Éibar.
7. Guernica-Marquina.
8. Yurre.
9. Laguardia
10. Llodio.
11. Mondragón-Vergara.
12. Munguía.
13. Tolosa.
14. Álava Central.
15. Zarauz-Azpeitia.